# 安尼巴莱·里科
安尼巴莱·里科（義大利語：Annibale Riccò，1844年9月14日—1919年9月23日），意大利天文学家。

## 生平
他出生在意大利米兰市，1868年在意大利摩德纳和雷焦艾米利亚大学被授予学士学位，然后在米兰理工大学取得工程学位。1868年到1877年间在摩德纳天文台担任助理一职，并在“米兰理工大学”教授数学和物理。他先是那不勒斯，而后到巴勒莫教书，在那里他还在天文台工作。
1890年，他被任命为卡塔尼亚大学首席天体物理学教授，并主管埃特纳火山观测站以及卡塔尼亚天文台台长。1898年到1900年间，他被任命为该大学校长。
在他的职业生涯中，他研究过太阳黑子、参加过四次日食远征观察，其中1905年和1914年两次由他组织带队。他是意大利焦埃尼亚·卡塔尼亚自然科学与光谱学会（義大利語：the Società degli Spettroscopisti Italiani and the Gioenia di Scienze Naturali di Catania）主席，还担任国际天文学联合会副会长，并被选为1919年–1922年国际大地测量学与地球物理学联合会（IUGG）下属国际火山学与地球内部化学协会主席。
他发现的里科定律，是视觉科学中的一条重要原则；月球上的里科环形山就是用他的名字命名的，同样，还有“18462里科”小行星。
他去世于意大利罗马。